# Жуковские (русское дворянство)
Жуковские — русские дворянские роды.
Фёдор Иванович Жученко был полтавским полковником (1659—1691). Его внучатый племянник Яков Петрович принял фамилию Жуковских. Этот род внесён в VI и II части родословных книг Полтавской, Оренбургской и Тамбовской губерний. Герб Жуковского (изм. Слеповрон) внесён в Часть 13 Общего гербовника дворянских родов Всероссийской империи, стр. 37.
Остальные роды Жуковских (всего — 19) более позднего происхождения. Один из них — потомство Михаила Прокофьевича Жуковского, сотника Глинского (1687—1697). Есть также роды Жуковских-Волынских и Жуковских-Прокофьевых.

## Описание герба

Оригинальный герб рода Жученков (полтавских и черниговских)

### Герб Жученко
В щите, рассеченным голубым и красным, семиконечный крест водруженный на опрокинутую полуподкову-полукосу. Нашлемник: нога в латах со шпорою (Прус III)

### Герб Жуковских
Щит пересечён. В первой, лазоревой части, золотая о шести лучах звезда. Во второй, золотой части, червлёный состоящий из семи о шести лучах звезд и семи роз венок.
На щите дворянский коронованный шлем. Нашлемник: три серебряных страусовых пера. Намёт: справа лазоревый с золотом, слева — червлёный с золотом. Девиз: «Боже Царя Храни!» золотыми буквами, на лазуревой ленте. Герб В. А. Жуковского внесён в Часть 11 Общего гербовника дворянских родов Всероссийской империи, стр. 136. Дата обращения: 19 июня 2013. Архивировано 19 июня 2013 года.

## Заметки
1. ↑  Лукомский В. К., Модзалевский В. Л. Малороссийский Гербовник / Издание Черниговского дворянства. — СПб., 1914. — 305 с. (55 с.)